# کیسوم آفوکا
کیسوم آفوکا (انگلیسی: Chisom Afoka؛ زادهٔ ۲۳ سپتامبر ۲۰۰۳) بازیکن فوتبال است.